# Walter Catlett
Walter Catlett (ur. 4 lutego 1889, zm. 14 listopada 1960) – amerykański aktor. 
Cattlet urodził się w San Francisco, w Kalifornii. Swą karierę zaczynał w wodewilach, z czasem zaczął się pojawiać również w operze, teatrze oraz filmach. Podłożył również głos lisa w filmie Walta Disneya Pinokio z 1940.
Zmarł 14 listopada 1960 w wieku 71 lat. Przyczyną śmierci był udar mózgu.

## Filmografia
- 1936: Cain i Mabel